# Jericho (álbum)
| Críticas profissionais | Críticas profissionais |
| Avaliações da crítica  | Avaliações da crítica  |
| Fonte                  | Avaliação              |
| ---------------------- | ---------------------- |
| allmusic               | 4.5 de 5 estrelas.     |
| Rolling Stone          | 3 de 5 estrelas.       |

Jericho é o décimo álbum de estúdio do grupo de rock The Band. Lançado em 1993, marca o retorno daquela que seria a última encarnação do grupo.
Surgido dezessete anos depois de seu "concerto de despedida", foi seu primeiro lançamento pelo selo Pyramid da Rhino Records. Juntando-se aos integrantes originais Levon Helm, Rick Danko e Garth Hudson estavam Jim Weider (que tocou guitarra com o grupo em sua reunião em 1983), Randy Ciarlante (baterista, entrou para a banda em 1990) e Richard Bell (tecladista, membro a partir de 1991). 
O álbum traz a última gravação de Richard Manuel com o The Band, a canção "Country Boy". 

## Faixas
1. "Remedy"
2. "Blind Willie McTell"
3. "The Caves of Jericho"
4. "Atlantic City"
5. "Too Soon Gone"
6. "Country Boy"
7. "Move to Japan"
8. "Amazon (River of Dreams)"
9. "Stuff You Gotta Watch"
10. "The Same Thing"
11. "Shine a Light"
12. "Blues Stay Away From Me"

## Créditos

### The Band
- Rick Danko – baixo, guitarra, fiddle, trombone, teclado, vocais
- Levon Helm – bateria, percussão, bandolim, guitarra, vocais
- Garth Hudson – órgão, teclado, acordeão, piano elétrico, saxofone, sintetizador, instrumentos de sopro
- Richard Manuel – piano, teclado e vocais em "Country Boy"
- Randy Ciarlante - bateria, percussão, backing vocals
- Rick Bell - teclado, órgão, piano, acordeão, backing vocals
- Jim Weider - guitarra, backing vocals

### Músicos convidados
- John Simon: piano elétrico, instrumentos de sopro, saxofone
- Stan Szelest: piano elétrico em “Atlantic City” & “Blind Willie McTell”
- Champion Jack Dupree: piano em “Blind Willie McTell”
- Vassar Clements: fiddle em “The Caves Of Jericho” e “Stuff You Gotta Watch”
- Erie Brazilian: bandolim em “Atlantic City”
- Rob Hyman: teclados em “Atlantic City”
- Steve Jordan: bateria em “Blues Stay Away From Me”
- Jules Shear: backing vocals em “Too Soon Gone”
- Tommy Spurlock: steel guitar em “The Caves Of Jericho”
- Artie Traum: violão em “Amazon (River Of Dreams)”
- Colin Linden: backing vocals em “Amazon (River Of Dreams)”
- Bobby Strickland: saxofones barítono e tenor em “Remedy” e “Stuff You Gotta Watch”
- Dave Douglas: trompete em “Remedy” e “Stuff You Gotta Watch”
- Rob Leon: baixo em “Too Soon Gone”, “Amazon” e “The Caves Of Jericho”

### Produção
- The Band - produtores
- Aaron Hurwitz - produtor e engenheiro-de-som
- John Simon - produtor
- Chris Andersen - engenheiro-de-som
- Steve Churchyard - engenheiro-de-som